# 真夏の扉
「真夏の扉」（まなつのとびら）は、GLAYの2枚目のシングルである。

## 概要
- 土屋昌巳をプロデューサーに迎えた2作目。ギターでも参加している。
- GLAYのセカンドシングルとなっているが、実際にはRAINよりも先にレコーディングが行われた。
- ドラムは、当時ドラムとして在籍していたAKIRA（上島明）が参加している。
- LUNATIC FEST参加時のインタビューにて、作曲者のTAKUROは「LUNA SEAの『MECHANICAL DANCE』に影響を受けた」と発言している。また「Bメロとか結構意識したのに、似ないっていう」とも発言している[2]。

## 収録曲
| 全作詞・作曲: TAKURO、全編曲: GLAY・土屋昌巳。 |                                    |        |            |
| #                                              | タイトル                           | 作詞   | 作曲・編曲 |
| 1.                                             | 「真夏の扉」                       | TAKURO | TAKURO     |
| 2.                                             | 「Life 〜遠い空の下で〜」          | TAKURO | TAKURO     |
| 3.                                             | 「真夏の扉」(オリジナル・カラオケ) | TAKURO | TAKURO     |

### 楽曲解説
1. 真夏の扉
TBSテレビアニメ「ヤマトタケル」オープニングテーマ
インディーズアルバム『灰とダイヤモンド』及び『灰とダイヤモンド Anthology』に収録されているものとはそれぞれ別アレンジで、歌詞や英語のサビの繰り返し回数などが違う。
2. Life 〜遠い空の下で〜
テレビ朝日系「福ぶくろ」エンディングテーマ
3. 真夏の扉 （オリジナル・カラオケ）

## 収録アルバム
真夏の扉
- 灰とダイヤモンド (アレンジが異なるバージョン)
- SPEED POP
- THE GREAT VACATION VOL.2 〜SUPER BEST OF GLAY〜
- 灰とダイヤモンド Anthology (『灰とダイヤモンド』とアレンジが異なるバージョン)
- SPEED POP Anthology (リミックスバージョン)

Life 〜遠い空の下で〜
- SPEED POP
- rare collectives vol.1
- SPEED POP Anthology (リミックスバージョン)
- REVIEW II -BEST OF GLAY-

## カバー
| 楽曲     | リリース      | アーティスト | 収録作品                                                          | 備考 |
| -------- | ------------- | ------------ | ----------------------------------------------------------------- | ---- |
| 真夏の扉 | 2012年5月23日 | ν [NEU]      | 『Counteraction -V-Rock covered Visual Anime songs Compilation-』 |      |